# Hyde-Gletscher
Der Hyde-Gletscher ist ein kleiner Gletscher im Ellsworthgebirge des westantarktischen Ellsworthlands. Er fließt in östlicher Richtung durch die Edson Hills der Heritage Range und mündet in den Union-Gletscher.
Der United States Geological Survey kartierte ihn im Rahmen der Erfassung des Ellsworthgebirges in den Jahren von 1961 bis 1966 durch Vermessungen vor Ort und Luftaufnahmen der United States Navy. Das Advisory Committee on Antarctic Names benannte ihn 1966 nach William H. Hyde, einem Ionosphären-Forscher, der 1958 auf der US-amerikanischen Station Little America V auf dem Ross-Schelfeis tätig war.